# Arthur Groenouw
Arthur Groenouw (* 27. März 1862 in Bosatz, Landkreis Ratibor, Provinz Schlesien; † 1945) war ein deutscher Mediziner, Ophthalmologe und Fachbuchautor.

## Leben
Im Jahr 1881 begann er das Studium der Medizin an der Schlesischen Friedrich-Wilhelms-Universität zu Breslau und erhielt im Jahr 1886 die Approbation zum Doktor der Medizin (Dr. med.). In den Jahren 1887–1897 war er als Assistenzarzt  unter Rudolf Heidenhain und Wilhelm Uhthoff in der Augenklinik an der Universität angestellt. Bereits im Jahr 1890 nahm er die Erstbeschreibung der Hornhautdystrophie vor. Im Jahr 1892 habilitierte er sich,  lehrte als Dozent an der örtlichen Augenklinik und wirkte seit 1899 als Titularprofessor. Während des Zweiten Weltkriegs war er als Chefarzt der Augenklinik am St.-Georg-Krankenhaus in Breslau tätig.
Nach ihm wurden zwei Formen von Hornhautdystrophie benannt:
- Groenouw-Syndrom I.[1] und
- Groenouw-Syndrom II.[2]

## Schriften (Auswahl)

### Fachbücher
- Beiträge zur mathematischen Berechnung der Wirkung prismatischer Brillen. Breslau 1886, (Breslau, Universität, med. Dissertation, 1886).
- Anleitung zur Berechnung der Erwerbsfähigkeit bei Sehstörungen. Bergmann, Wiesbaden 1896, (Digitalisat).
- Beziehungen der Allgemeinleiden und Organerkrankungen zu Veränderungen und Krankheiten des Sehorganes. Erkrankungen der Atmungs-, Kreislauf-, Verdauungs-, Harn- und Geschlechtsorgane, der Haut und der Bewegungsorgane, Konstitutionsanomalien, erbliche Augenkrankheiten und Infektionskrankheiten (= Handbuch der gesamten Augenheilkunde. Bd. 11, Abt. 1). 2., neubearbeitete Auflage. Engelmann, Leipzig 1904, (3., neubearbeitete Auflage. Springer, Berlin 1920).
- Augenleiden bei Diabetes mellitus (= Sammlung zwangloser Abhandlungen aus dem Gebiete der Augenheilkunde. Bd. 7, Nr. 2/3, ISSN 0487-1154). Marhold, Halle (Saale) 1907, (Digitalisat).

### Beiträge
- Zwei Fälle von Aderhautablösung (scheinbarem Chorioidealtumor) nach Cataractoperation mit spontaner Heilung. In: Archiv  für Augenheilkunde. Bd. 20, 1889, ISSN 0931-637X, S. 69 ff.
- Wo liegt die vordere Grenze des ophthalmoskopisch sichtbaren Augenhintergrundes? In: Albrecht von Graefes Archiv für Ophthalmologie. Bd. 35, Nr. 3, 1889, ISSN 0065-6100, S. 29–56, doi:10.1007/BF01693732.
- Knötchenförmige Hornhauttrübungen (Noduli corneae). In: Archiv  für Augenheilkunde. Bd. 21, 1890, S. 281–289.
- Ueber die Intoxicationsamblyopie. In: Albrecht von Graefes Archiv für Ophthalmologie. Bd. 38, Nr. 1, 1892, S. 1–70, doi:10.1007/BF01694377.
- Ueber die Sehschärfe der Netzhautperipherie und eine neue Untersuchungsmethode derselben. In: Archiv  für Augenheilkunde. Bd. 26, 1892, S. 85–132.
- Beiträge zur Kenntniss der concentrischen Gesichtsfeldverengerung. In: Albrecht von Graefes Archiv für Ophthalmologie. Bd. 40, Nr. 2, 1894, S. 172–223, doi:10.1007/BF01970910.
- Bakteriologische Untersuchungen über die Ätiologie der Augenentzündung der Neugeborenen. In: Bericht über die Versammlung der Ophthalmologischen Gesellschaft, Heidelberg. 27, 1898, ZDB-ID 221612-7, S. 272–288.
- Knötchenförmige Hornhauttrübungen. In: Albrecht von Graefes Archiv für Ophthalmologie. Bd. 46, Nr. 1, 1898, S. 85–102, doi:10.1007/BF01947679.
- Die Augenentzündung der Neugeborenen in klinischer und bakteriologischer Hinsicht. In: Albrecht von Graefes Archiv für Ophthalmologie. Bd. 52, Nr. 1, 1901, S. 1–71, doi:10.1007/BF01960418.
- Die Beziehungen des Auges zu den Hautkrankheiten. In: Mundhöhle. Auge. Nase und Ohr. Gewebekrankheiten der Haut. Akute Exantheme (Übersicht). Dermatosen im Säuglingsalter. Handteller und Fusssohlen. Juckende Hautkrankheiten. Tierdermatosen (= Handbuch der Haut- und Geschlechtskrankheiten. Bd. 14, Tl. 1). Springer, Berlin 1930, S. 112–177.
- Knötchenförmige Hornhauttrübungen vererbt durch 4 Generationen. In: Klinische Monatsblätter für Augenheilkunde. Bd. 90, 1933, ISSN 0023-2165, S. 577–580.